# Argyrophis koshunensis
Espèce
Synonymes
- Typhlops koshunensis Oshima, 1916
- Asiatyphlops koshunensis (Oshima, 1916)

Statut de conservation UICN

 DD  : Données insuffisantes
Argyrophis koshunensis est une espèce de serpents de la famille des Typhlopidae. 

## Répartition
Cette espèce est endémique du Sud de Taïwan.

## Étymologie
Son nom d'espèce, composé de koshun et du suffixe latin -ensis, « qui vit dans, qui habite », lui a été donné en référence au lieu de sa découverte, la ville de Koshun, actuellement Hengchun dans le comté de Pingtung.

## Publication originale
- Oshima, 1916 : Zoological Magazine, Tokyo, vol. 28, p. 84-86.